# إن إي إس زابير
إن إي إس زابير (بالإنجليزية: NES Zapper)، هو مسدس ضوئي من تطوير نينتندو وصدر في 18 فبراير 1984 في اليابان وأكتوبر 1985 في أمريكا الشمالية.

## الألعاب
هذه بعض من الألعاب التي تستخدم إن إي إس زابير :
- داك هانت
- ويد غانمان

## وصلات خارجية
- Converting the NES Zapper into a Snapper (sniper-rifle) - featured on G4's Attack of the Show!
- How does the light gun for a video game work? at هاو ستف ووركس
- List of NES games supported by the Zapper from موبي جيمز